# Мађарска на Летњим олимпијским играма 1968.
Мађарска је учествовала на Летњим олимпијским играма одржаним 1968. године у Мексико Ситију, Мексико. На свечаном отварању носилац заставе је по други пут био бацач копља Гергељ Кулчар. Мађарска је овај пут послала 167 спортиста на олимпијаду, и они су учествовали у петнаест спортских дисциплина.
Олимпијски тим из Мађарске је на овим олимпијским играма се такмичио у петнаест спортских дисциплина и у десет дисциплина су освојили укупно тридесет и две медаље: десет златних, десет сребрних и дванаест бронзаних медаља. Најуспешнији представник Мађарске је био мачевалац Ђезе Кулчар (Kulcsár Győző) са освојене две златне медаље.

## Резултати по спортским гранама
На овој олимпијади су мађарски спортисти у укупно четрнаест различитих спортских дисциплина освојили 196 олимпијска поена.
| Спортска грана | Позиција | Позиција | Позиција | Позиција | Позиција | Позиција | Олимпијски поени |
| Спортска грана | 1.       | 2.       | 3.       | 4.       | 5.       | 6.       | Олимпијски поени |
| Атлетика       | 2        | 1        | 4        | 2        | 1        | 0        | 43               |
| Мачевање       | 2        | 2        | 3        | 0        | 1        | 0        | 38               |
| Кајак и кану   | 2        | 3        | 1        | 0        | 0        | 0        | 33               |
| Рвање          | 2        | 0        | 2        | 1        | 0        | 0        | 25               |
| Дизање тегова  | 0        | 1        | 1        | 1        | 0        | 2        | 14               |
| Пентатлон      | 1        | 1        | 0        | 0        | 0        | 0        | 12               |
| Фудбал         | 1        | 0        | 0        | 0        | 0        | 0        | 7                |
| Пливање        | 0        | 0        | 0        | 0        | 3        | 0        | 6                |
| Веслање        | 0        | 1        | 0        | 0        | 0        | 0        | 5                |
| Стрељаштво     | 0        | 1        | 0        | 0        | 0        | 0        | 5                |
| Ватерполо      | 0        | 0        | 1        | 0        | 0        | 0        | 4                |
| Бокс           | 0        | 0        | 0        | 0        | 1        | 0        | 2                |
| Гимнастика     | 0        | 0        | 0        | 0        | 1        | 0        | 2                |
|                |          |          |          |          |          |          |                  |
| Укупно         | 10       | 10       | 12       | 4        | 7        | 2        | 196              |

### Освојене медаље на ЛОИ
| Освајачи олимпијских медаља за Мађарску на ЛОИ 1968. | |        |
| Медаља                                               | Освајач медаље | Укупно |
| Злато                                                | Ђула Животцки, Ангела Немет, Михаљ Хес, Мачевање (екипно м.), Тибор Татаји, Ђезе Кулчар, Фудбалска репрезентација, Пентатлон (екипно), Иштван Козма и Јанош Варга                                | 10     |
| Сребро                                               | Антал Киш, Кајак и кану (К2 м.), Кајак и кану (К2 м.), Кајак и кану (К2 ж.), Јене Камути, Андраш Балцо, Ласло Хамерл, Имре Фелди Веслање (К4 m.) и Мачевање (екипно ж.)                           | 10     |
| Бронза                                               | Лазар Ловас, Гергељ Кулчар, Јолан Клебер, Анамарија Ковач, Тибор Пежа, Илдико Рејте, Карољ Бакош, Ватерполо репрезентација Кајак и кану (К4 m.), Мачевање (екипно м.), Карољ Бајко и Јожеф Чатари | 12     |
| Укупно                                               | | 32     |